# 唐澤壽明
唐澤壽明（日语：／ Karasawa Toshiaki，1963年6月3日—），日本男演員，東京都出身，本名唐澤 潔（日语：／ Karasawa Kiyoshi）。曾經加入東映ACTION CLUB、Horipro等的經紀公司，現為研音經紀公司旗下的一線演員。其妻為女演員山口智子。

## 經歷
高中肄業，因為想要當演員而放棄升學。
1980年，進入戲劇圈展開演員工作，為當時東映ACTION CLUB最年少16歲的四期生，其後，歷經Horipro、三生社等經紀公司，最後在演員淺野優子的介紹之下，加入目前所屬的研音經紀公司。
90年代，唐澤參演多部膾炙人口的電視連續劇，如《壯志驕陽》、《東京仙履奇緣》（最終回突破30%）、《美味關係》等片，奠定日本影劇圈一線男演員的地位。2002年，與松島菜菜子雙主演NHK大河劇《利家與松》。2003年，精湛的詮釋話題醫療劇《白色巨塔》中「財前教授」一角而大獲好評。
1995年12月15日與同為演員的山口智子結婚。
2018年，搭檔渡部篤郎、及川光博主演日劇《滅癌陷阱》，該劇由獲獎小說《滅癌陷阱：完全寬解之謎》改編。

## 電視劇
註：粗體字表示「主演」
- 特命刑事（1980年，日本電視台）
- 大戰隊Goggle-V（1982年，朝日電視台）- 東日本太陽熱發電所 研究員 （第7話GUEST）
- 10號誕生!假面騎士全員集合!!（1984年，毎日放送）- 騎士人(替身)
- 女性同盟國（1987年）
- 小純的應援歌（1988年10月3日-1989年4月1日，NHK晨間小說連續劇）- 林雄太
- 春日局（1989年NHK大河劇）- 稻葉正勝
- 頂尖空姐物語（1990年，TBS）- 安藤經理
- 神谷玄次郎捕物控（1990年）
- 結婚的理想與現實（1991年，富士電視台）
- 源義經（1991年，日本電視台）
- 冷暖人間（1991年，TBS) - 竹原洋次
- 壯志驕陽（也稱：追夢七人行或以愛為名）（1992年1月-3月，富士電視台）- 高月健吾
- 親密愛人（1992年10月，TBS）- 森田圭介
- 愛與逃亡的結局～女優岡田嘉子（1993年，TBS）
- 別在星期天（1993年，日本電視台）- 佐伯政人
- 新・西遊記（1994年4月，日本電視台）- 孫悟空
- 東京仙履奇緣(1994年10月　富士電視台）- 高木雅史
- 人家交叉點 冬之遊園地（1994年1月24日，TBS）
- 光輝的鄰太郎（1995年10月，TBS日曜劇場）- 萌澤鄰太郎
- 美味關係（1996年10月，富士電視台）- 織田圭二
- 古畑任三郎第2部 第6話（1996年2月14日，富士電視台）- 千堂謙吉
- 別叫我總理 最終話 (1997年6月17日，富士電視台）- 新總理
- 東京聖誕夜（1997年10月，富士電視台）- 小泉三太
- 新新好男人（1997年）
- 不平凡的勇氣（2000年，富士電視台）- 鳩山一茂
- 戀愛症候群（日语：ラブコンプレックス）（2000年，富士電視台）- 龍崎ゴウ(豪)
- 利家與松（2002年，NHK大河劇）- 前田利家
- 心理醫恭介 第8話（2002年11月27日）- 東条正幸
- 白色巨塔（2003年 - 2004年，富士電視台45週年紀念劇）- 財前五郎
- 八郎～母之詩、父之詩～（2005年1月24日 -，NHK月曜連續劇系列）- 佐藤八郎
- 河井継之助 駆け抜けた蒼龍（2005年12月27日，日本電視台）- 坂本龍馬
- 小早川伸木の戀（2006年）- 小早川伸木
- 八月の虹（2006年8月11日 - 8月24日，TBS）- 沢木隆明
- 明智光秀〜神に愛されなかった男〜（2007年1月3日，富士電視台）- 明智光秀
- 神探伽利略（2007年，富士電視台）- 金森龍男（第1話GUEST）
- 不毛地帶 （2009年10月 - 2010年3月，富士電視台50週年紀念劇）- 壹岐正
- Guilty～與惡魔訂契約的女人 （2011年）- 堂島基一
- Strangers6（2012年） 中港日韓合拍劇
- 東野圭吾 懸疑故事（2012年）- 石上純一
- 日本製造（2013年，NHK）- 矢作篤志
- TAKE FIVE～我們能盜取愛嗎～（2013年4月 - 6月，TBS）- 帆村正義
- 羅斯福遊戲（2014年4月 - 6月，TBS）- 細川充
- THE LAST COP（2015年6月 - ，NTV+Hulu）- 京極浩介
- 拿破崙之村（2015年7月 - 9月，TBS）- 淺井榮治
- 蒙太奇三億日元事件奇譚（日语：モンタージュ (漫画)#テレビドラマ） （2016年6月25日、26日，富士電視台）- 川崎雄大
- 大姊當家（2016年，NHK晨間小說連續劇）- 花山伊佐次
- 職場騷擾終結者（2018年10月 - 12月，東京電視台）- 秋津 涉
- THE GOOD WIFE（日语：グッドワイフ_(日本のテレビドラマ)）（2019年1月 - 3月，TBS）- 蓮見壮一郎
- Voice 110緊急指令室（2019年7月 - 9月，日本電視台）- 樋口彰吾
  - VoiceII 110緊急指令室（2021年7月10日 - 9月25日）
- 歡呼（2020年，NHK晨間小說連續劇）- 古山三郎
- 24 JAPAN（2020年10月 - 2021年3月 ，朝日電視台）- 獅堂現馬
- Fixer（2023年4月23日 - 5月21日，WOWOW）- 設樂拳一
  - Season2（2023年7月9日 - 8月6日）
  - Season3（2023年10月8日 - 11月5日）
- 萬博的太陽（2024年3月24日，朝日電視台） - 万田昭太朗
- 私人銀行家（2025年1月9日 - 3月6日，朝日電視台）- 庵野甲一

## 電影
- 偵探物語（1991年）※ 初主演作
- 高校教師（1993年）- 羽野一樹
- 忘不了你（1995年9月）又名：愛與夢飛行
- 生日禮物（1995年10月）
- 心情直播，不NG（1997年）
- 三天兩夜（1997年）
- 大家的家（2001年）
- マネーざんす（2002年）※ オムニバス作品：「GO!GO! 宇宙ドクターズ」
- 青之炎（2003年）
- 複製人-CASSHERN（2004年）- ブライ
- 玩具總動員系列 - 胡迪 ※ 配音
- 北極特快車（2003年）- 車掌、聖誕老人等五個角色 ※ 配音
- 伊右衛門之永恆的愛（2005年）
- 有頂天大飯店（2006年）
- 魔幻時刻（2008年）
- 20世紀少年（2008年）- 遠藤賢知
- 蛇信與蛇環（2008年）- 客串
- 20世紀少年二部曲（2009年1月）- 遠藤賢知
- 20世紀少年最終章（2009年10月）- 謎の男・矢吹丈
- 太平洋的奇蹟（2011年2月）- 一等兵・堀內今朝松
- 鬼壓床了沒（2011年10月）- ドクター
- In the Hero（2014年）
- 杉原千畝 スギハラチウネ（2015年）- 杉原千畝
- 最后的警察（2017年）- 京极浩介

## 遊戲
- PS2　復仇龍騎士（Inuart）　配音

## 書籍
- 兩個人（ISBN 4877286217）

## 音樂
- 專輯「真愛不在(日文原名:僕にできること)」（1995年12月）
- 單曲「你我的所有(日文原名:2人のすべて)」（1995年11月1日） - TBS『光輝的鄰太郎』主題歌（與樹木希林合唱）
- 君はともだち〜Woody Ver.〜（未CD化） - 『玩具總動員2』插曲
- Bob Lennon（未CD化） - 『20世紀少年』插曲（以「Kenji」身分）

## 獎項
- 1991年 第65回電影旬報獎 新人男優賞
- 1992年 第15回日本電影金像獎最優秀新人俳優賞（《おいしい結婚》、《ハロー張りネズミ》）
- 1993年 黃金飛翔獎（日语：エランドール賞） 新人賞
- 2000年 第27回日劇學院賞主演男優賞（戀愛症候群（日语：ラブコンプレックス））
- 2003年 第11回橋田獎
- 2008年 文化廳藝術選獎新人獎演劇部門（舞台劇《コリオレイナス》）
- 2010年 第64回日劇學院賞主演男優賞（不毛地帶）
- 2014年 GQ MEN OF THE YEAR 2014[3]
- 2016年 第90回日劇學院賞助演男優賞（大姊當家）

## 外部連結
- 唐澤壽明官方網站 （页面存档备份，存于）